# Lista vicepreședinților de state din anul 2013
Lista vicepreședinților în anul 2013 se bazează pe Lista statelor lumii și pe Lista de teritorii dependente, așa cum sunt ele cunoscute de la 1 ianuarie 2013 pâna la 31 decembrie 2013.
Gruparea acestora s-a făcut pe baza statutului entitătii pe care o reprezintă după cim urmează State independente recunoscute cvasigeneral, State independente recunoscute parțial de comunitatea internațională, State independente nerecunoscute, Teritorii nesuverane și Guverne alternative și / sau în exil. Vicepreședintele (numele oficial al funcției poate diferi de la stat la stat conform uzanțelor naționale) este  personalitate politică a cărui primă funcție este de a înlocui președintele  atunci când acesta este absent, demisonat, decedat sau nu este disponibil pentru a-și Indplini atribuțiile indiferent din ce motiv. Pot avea vicepreședinți și teritoriile autonome dependente.

## State independente recunoscute cvasigeneral
| Statul                     | Funcția | Numele | Începând cu        |
| -------------------------- | --- | --- | ------------------ |
| Afganistan                 | Primul vicepreședinte                                                                                       | Mohammed Fahim | 19 noiembrie 2009  |
| Afganistan                 | Al doilea vicepreședinte                                                                                    | Karim Khalili | 7 decembrie 2004   |
| Africa de Sud              | Președinte adjunct                                                                                          | Kgalema Motlanthe                                                                                                  | 9 mai 2009         |
| Angola                     | Vicepresedinte                                                                                              | Manuel Vicente | 26 septembrie 2012 |
| Argentina                  | Vicepreședinte                                                                                              | Amado Boudou | 10 decembrie 2011  |
| Birmania                   | Vicepresedinte                                                                                              | Sai Mauk Kham | 1 iulie 2012       |
| Birmania                   | Vicepresedinte                                                                                              | Nyan Tun | 15 august 2012     |
| Birmania                   | Vicepresedinte                                                                                              | funcție vacantă | 30 martie 2011     |
| Bolivia                    | Vicepreședinte                                                                                              | Álvaro García Linera                                                                                               | 22 ianuarie 2006   |
| Botswana                   | Vicepreședinte                                                                                              | Ponatshego Kedikilwe                                                                                               | 1 august 2012      |
| Brazilia                   | Vicepreședinte                                                                                              | Michel Temer | 1 ianuarie 2011    |
| Bulgaria                   | Vicepreședintă                                                                                              | Margarita Popova                                                                                                   | 22 ianuarie 2012   |
| Burundi                    | Primi vicepreședinți (succesivi)                                                                            | Bernard Busokoza                                                                                                   | 16 octombrie 2013  |
| Burundi                    | Primi vicepreședinți (succesivi)                                                                            | Therence Sinunguruza                                                                                               | 28 august 2010     |
| Burundi                    | Al doilea vicepreședinte                                                                                    | Gervais Rufyikiri                                                                                                  | 28 august 2010     |
| China (vezi și : §2)       | Vicepreședinți (succesivi)                                                                                  | Li Yuanchao | 14 martie 2013     |
| China (vezi și : §2)       | Vicepreședinți (succesivi)                                                                                  | Xi Jinping | 15 martie 2008     |
| Cipru                      | Vicepreședinte                                                                                              | funcție vacantă | iulie 1974         |
| Columbia                   | Vicepreședinte                                                                                              | Angelino Garzón | 7 august 2010      |
| Comore                     | Vicepreședinte pentru insula Mohéli                                                                         | Fouad Mohadji (însărcinat cu Sănătatea, Solidaritatea, Coeziunea Socială și Promovarea de Gen)                     | 30 mai 2011        |
| Comore                     | Vicepreședinte pentru insula Grand Comore                                                                   | Mohamed Ali Soilihi (însărcinat cu Finanțele, Economia, Budgetul, Investițiile, Comerțul Exterior și Privatizarea) | 30 mai 2011        |
| Comore                     | Vicepreședinte pentru insula Anjouan                                                                        | Nourdine Bourhane (însărcinat cu Planificarea Regională, Infrastructura, Planificarea urbană și Locuințele)        | 30 mai 2011        |
| Coreeană, R.P.D.           | Prim vicepresedinte al Comisiei Apărării Naționale                                                          | funcție vacantă | 6 noiembrie 2010   |
| Coreeană, R.P.D.           | Vicepresedinte al Comisiei Apărării Naționale                                                               | vacant | aprilie 2012       |
| Coreeană, R.P.D.           | Vicepresedinte al Comisiei Apărării Naționale                                                               | vacant | 8 decembrie 2013   |
| Coreeană, R.P.D.           | Vicepresedinte al Comisiei Apărării Naționale                                                               | Jang Song-thaek | 7 iunie 2010       |
| Coreeană, R.P.D.           | Vicepresedinte al Comisiei Apărării Naționale                                                               | O Kuk Ryol | februarie 2009     |
| Coreeană, R.P.D.           | Vicepresedinte al Comisiei Apărării Naționale                                                               | Ri Yong Mu | 1998               |
| Coreeană, R.P.D.           | Vicepresedinte al Prezidiului Adunării Populare Supreme                                                     | Kim Yong Dae | aprilie 2009       |
| Coreeană, R.P.D.           | Vicepresedinte al Prezidiului Adunării Populare Supreme                                                     | Yang Hyong-sop | 5 septembrie 1998  |
| Coreeană, R.P.D.           | Vicepresedinte de onoare al Prezidiului Adunării Populare Supreme                                           | Choe Yong Rim | aprilie 2013       |
| Coreeană, R.P.D.           | Vicepresedinte de onoare al Prezidiului Adunării Populare Supreme                                           | Kim Yong Ju | septembrie 2003    |
| Costa Rica                 | Primul vicepreședinte                                                                                       | Alfio Piva Mesén                                                                                                   | 8 mai 2010         |
| Costa Rica                 | Al doilea vicepreședinte                                                                                    | Luis Liberman Ginsburg                                                                                             | 8 mai 2010         |
| Cuba                       | Prim vicepreședinți ai Consiliului de Stat (succesivi)                                                      | Miguel Díaz-Canel                                                                                                  | 24 februarie 2013  |
| Cuba                       | Prim vicepreședinți ai Consiliului de Stat (succesivi)                                                      | José Ramón Machado Ventura                                                                                         | 24 februarie 2008  |
| Cuba                       | Vicepreședinte al Consilului de Stat                                                                        | Gladys María Bejerano Portela                                                                                      | 11 septembrie 2009 |
| Cuba                       | Vicepreședinți ai Consilului de Stat (succesivi)                                                            | Mercedes Lopez Acea                                                                                                | 24 februarie 2013  |
| Cuba                       | Vicepreședinți ai Consilului de Stat (succesivi)                                                            | Abelardo Colomé Ibarra                                                                                             | 24 februarie 1993  |
| Cuba                       | Vicepreședinți ai Consilului de Stat (succesivi)                                                            | Jose Ramon Machado Ventura                                                                                         | 24 februarie 2013  |
| Cuba                       | Vicepreședinți ai Consilului de Stat (succesivi)                                                            | Esteban Lazo Hernández                                                                                             | 24 februarie 2008  |
| Cuba                       | Vicepreședinte al Consilului de Stat                                                                        | Ramiro Valdes Menendez                                                                                             | 20 decembrie 2009  |
| Cuba                       | Vicepreședinte al Consilului de Stat                                                                        | Salvador Valdes Mesa                                                                                               | 24 februarie 2013  |
| Cuba                       | Vicepreședinte al Consilului de Stat                                                                        | funcție vacantă | 3 septembrie 2011  |
| Dominicană, Republica      | Vicepreședinte                                                                                              | Margarita Cedeño de Fernández                                                                                      | 16 august 2012     |
| Ecuador                    | Vicepreședințî (succesivi)                                                                                  | Jorge Glas | 24 mai 2013        |
| Ecuador                    | Vicepreședințî (succesivi)                                                                                  | Lenín Moreno | 15 ianuarie 2007   |
| Egipt                      | Vicepreședinte                                                                                              | funcție vacantă | 14 august 2013     |
| Egipt                      | Vicepreședinte                                                                                              | Mohamed ElBaradei                                                                                                  | 14 iulie 2013      |
| Egipt                      | Vicepreședinte                                                                                              | funcție vacantă | 22 decembrie 2012  |
| El Salvador                | Vicepreședinte                                                                                              | Salvador Sánchez Cerén                                                                                             | 1 iunie 2009       |
| Elveția                    | Vicepreședinte                                                                                              | Didier Burkhalter                                                                                                  | 1 ianuarie 2013    |
| Emiratele Arabe Unite      | Vicepreședinte                                                                                              | Mohammed bin Rashid Al Maktoum                                                                                     | 11 februarie 2006  |
| Filipine                   | Vicepresedinte                                                                                              | Jejomar Binay | 30 iunie 2010      |
| Gambia                     | Vicepreședintă                                                                                              | Isatou Njie-Saidy                                                                                                  | 20 martie 1997     |
| Ghana                      | Vicepreședinte                                                                                              | Kwesi Amissah-Arthur                                                                                               | 6 august 2012      |
| Guatemala                  | Vicepreședintă                                                                                              | Roxana Baldetti | 14 ianuarie 2012   |
| Guineea Ecuatorială        | Prim vicepreședinte însărcinat cu afacerile economice și finaniare                                          | Ignacio Milam Tang                                                                                                 | 21 mai 2012        |
| Guineea Ecuatorială        | Vicepreședinte însărcinat cu apărarea națională și securitatea                                              | Teodoro Nguema Obiang Mangue                                                                                       | 22 mai 2012        |
| Guyana                     | Primul vicepreședinte                                                                                       | Sam Hinds | decembrie 1997     |
| Guyana                     | Al doilea vicepreședinte                                                                                    | funcție vacantă | decembrie 2011     |
| Honduras                   | Primul vicepreședinte                                                                                       | María Antonieta Guillén Vásquez                                                                                    | 27 ianuarie 2010   |
| Honduras                   | Al doilea vicepreședinte                                                                                    | Samuel Armando Reyes Rendon                                                                                        | 27 ianuarie 2010   |
| Honduras                   | Al treilea vicepreședinte                                                                                   | Victor Hugo Barnica                                                                                                | 27 ianuarie 2010   |
| India                      | Vicepreședinte                                                                                              | Mohammad Hamid Ansari                                                                                              | 11 august 2007     |
| Indonezia                  | Vicepreședinte                                                                                              | Boediono | 20 octombrie 2009  |
| Irak · (vezi și : §4)      | Vicepresedinte                                                                                              | Khodair al-Khozaei                                                                                                 | 13 mai 2011        |
| Irak · (vezi și : §4)      | Vicepresedinte                                                                                              | funcție vacantă | 10 septembrie 2012 |
| Irak · (vezi și : §4)      | Vicepreședinte                                                                                              | funcție vacantă | 11 iulie 2011      |
| Iran                       | Prim vicepreședinți (succesivi)                                                                             | Eshaq Jahangiri | 4 august 2013      |
| Iran                       | Prim vicepreședinți (succesivi)                                                                             | Mohammad Reza Rahimi                                                                                               | 13 septembrie 2009 |
| Iran                       | Vicepreședinți pentru Afaceri Parlamentare (succesivi)                                                      | Majid Ansari | 1 septembrie 2013  |
| Iran                       | Vicepreședinți pentru Afaceri Parlamentare (succesivi)                                                      | Lotfollah Forouzandeh                                                                                              | 27 mai 2012        |
| Iran                       | Vicepreședinți pentru Știință și Tehnologie și Președinți ai Fundației pentru Elitele Naționale (succesivi) | Sorena Sattari | 4 octombrie 2013   |
| Iran                       | Vicepreședinți pentru Știință și Tehnologie și Președinți ai Fundației pentru Elitele Naționale (succesivi) | Nasrin Soltankhah                                                                                                  | 21 septembrie 2009 |
| Iran                       | Vicepreședinți și Șefi ai Organizației pentru Moștenirea Culturală, Artizanat și Turism (succesivi)         | Mohammad-Ali Najafi                                                                                                | 19 august 2013     |
| Iran                       | Vicepreședinți și Șefi ai Organizației pentru Moștenirea Culturală, Artizanat și Turism (succesivi)         | Mohammed Sharif Malekzadeh                                                                                         | 7 decembrie 2012   |
| Iran                       | Vicepreședinți și Șefi ai Organizației pentru Energia Atomică (succesivi)                                   | Ali Akbar Salehi                                                                                                   | 16 august 2013     |
| Iran                       | Vicepreședinți și Șefi ai Organizației pentru Energia Atomică (succesivi)                                   | Fereydoon Abbasi                                                                                                   | 13 februarie 2011  |
| Iran                       | Vicepreședinți și Șefi ai Fundației pentru Afacerile Martirilor și Veteranilor (succesivi)                  | Mohammad-Ali Shahidi                                                                                               | 15 septembrie 2013 |
| Iran                       | Vicepreședinți și Șefi ai Fundației pentru Afacerile Martirilor și Veteranilor (succesivi)                  | Masoud Zaribafan                                                                                                   | 17 iulie 2009      |
| Iran                       | Vicepreședinți și Șefi ai Organizației pentru Protecția Mediului (succesivi)                                | Masoumeh Ebtekar                                                                                                   | 10 septembrie 2013 |
| Iran                       | Vicepreședinți și Șefi ai Organizației pentru Protecția Mediului (succesivi)                                | Mohammad-Javad Mohammadizadeh                                                                                      | 6 august 2009      |
| Iran                       | Vicepreședinți pentru Planificare Strategică și Monitorizare (succesivi)                                    | Mohammad Bagher Nobakht                                                                                            | 1 septembrie 2013  |
| Iran                       | Vicepreședinți pentru Planificare Strategică și Monitorizare (succesivi)                                    | Behrouz Moradi | 27 mai 2012        |
| Iran                       | Vicepreședinți pentru Managementul și Dezvoltarea Resurselor Umane (succesivi)                              | Mohammad Bagher Nobakht (interimar)                                                                                | 1 septembrie 2013  |
| Iran                       | Vicepreședinți pentru Managementul și Dezvoltarea Resurselor Umane (succesivi)                              | Gholam-Hossein Elham                                                                                               | 26 decembrie 2012  |
| Iran                       | Vicepreședinte pentru Afacerile Legale (succesive)                                                          | Elham Aminzadeh | 11 august 2013     |
| Iran                       | Vicepreședinte pentru Afacerile Legale (succesive)                                                          | Fatemeh Bodaghi | 30 noiembrie 2009  |
| Iran                       | Vicepreședintă pentru Afacerile Femeilor și Familiei                                                        | Shahindokht Molaverdi                                                                                              | 8 octombrie 2013   |
| Iran                       | Vicepreședinte pentru Afaceri Internaționale                                                                | funcție desființată                                                                                                | 3 august 2013      |
| Iran                       | Vicepreședinte pentru Afaceri Internaționale                                                                | Ali Saidlu | 9 august 2011      |
| Iran                       | Vicepreședinte pentru pentru Afaceri Constituționale                                                        | funcție desființată                                                                                                | 3 august 2013      |
| Iran                       | Vicepreședinte pentru pentru Afaceri Constituționale                                                        | Mohammad Reza Mirtajodini                                                                                          | 27 mai 2012        |
| Iran                       | Vicepreședinți pentru Afaceri Executive (succesivi)                                                         | Mohammad Shariatmadari                                                                                             | 8 octombrie 2013   |
| Iran                       | Vicepreședinți pentru Afaceri Executive (succesivi)                                                         | Hamid Baghaei | 29 aprilie 2012    |
| Kenya                      | Președinți adjuncți (succesivi)                                                                             | William Ruto | 9 aprilie 2013     |
| Kenya                      | Președinți adjuncți (succesivi)                                                                             | Kalonzo Musyoka | 9 ianuarie 2008    |
| Kiribati                   | Vicepreședinte                                                                                              | Teima Onorio | 28 martie 2003     |
| Laos                       | Vicepresedinte                                                                                              | Bounnhang Vorachith                                                                                                | 8 iunie 2006       |
| Libia                      | Primul vicepreședinte al Congresului Național General (succesivi)                                           | Ezzedin Mohammed Younis al-Awam                                                                                    | 24 noiembrie 2013  |
| Libia                      | Primul vicepreședinte al Congresului Național General (succesivi)                                           | funcție vacantă | iulie 2013         |
| Libia                      | Primul vicepreședinte al Congresului Național General (succesivi)                                           | Juma'a Ahmed Ateega                                                                                                | 20 august 2012     |
| Libia                      | Al doilea vicepreședinte al Congresului Național General                                                    | Saleh Mohammed Almakhzoum                                                                                          | 20 august 2012     |
| Malawi                     | Vicepreședinte                                                                                              | Khumbo Kachali | 13 aprilie 2012    |
| Maldive                    | Vicepreședinți (succesivi)                                                                                  | Mohamed Jameel Ahmed                                                                                               | 17 noiembrie 2013  |
| Maldive                    | Vicepreședinți (succesivi)                                                                                  | funcție vacantă | 10 noiembrie 2013  |
| Maldive                    | Vicepreședinți (succesivi)                                                                                  | Mohammed Waheed Deen                                                                                               | 25 April 2012      |
| Mauritius                  | Vicepreședinte                                                                                              | Monique Ohsan Bellepeau                                                                                            | 12 noiembrie 2010  |
| Micronezia                 | Vicepreședinte                                                                                              | Alik L. Alik | 11 mai 2007        |
| Nepal                      | Vicepresedinte                                                                                              | Parmanand Jha | 23 iulie 2008      |
| Nicaragua                  | Vicepreședinte                                                                                              | Moises Omar Halleslevens Acevedo                                                                                   | 10 ianuarie 2012   |
| Nigeria                    | Vicepreședinte                                                                                              | Namadi Sambo | 19 mai 2010        |
| Palau                      | Vicepreședinți (succesivi)                                                                                  | Antonio Bells | 17 ianuarie 2013   |
| Palau                      | Vicepreședinți (succesivi)                                                                                  | Kerai Mariur | 15 ianuarie 2009   |
| Panama                     | Vicepreședinte                                                                                              | Juan Carlos Varela                                                                                                 | 1 iulie 2009       |
| Paraguay                   | Vicepreședinți (succesivi)                                                                                  | Juan Afara | 15 august 2013     |
| Paraguay                   | Vicepreședinți (succesivi)                                                                                  | Óscar Denis | 28 iunie 2012      |
| Peru                       | Primul vicepreședinte                                                                                       | Marisol Espinoza Cruz                                                                                              | 28 iulie 2011      |
| Peru                       | Al doilea vicepreședinte                                                                                    | funcție vacantă | 16 ianuarie 2012   |
| Samoa                      | Membru în Consiliul Deputaților                                                                             | Va'aletoa Sualauvi II                                                                                              | 2004               |
| Samoa                      | Membru în Consiliul Deputaților                                                                             | funcție vacantă | 2007               |
| Samoa                      | Membru în Consiliul Deputaților                                                                             | funcție vacantă | 2006               |
| Seychelles                 | Vicepreședinte                                                                                              | Danny Faure | 1 iulie 2010       |
| Sierra Leone               | Vicepreședinte                                                                                              | Samuel Sam-Sumana                                                                                                  | 17 septembrie 2007 |
| Siria · (vezi și : §5)     | Vicepreședinte                                                                                              | Farouk al-Sharaa                                                                                                   | 21 februarie 2006  |
| Siria · (vezi și : §5)     | Vicepreședintă                                                                                              | Najah al-Attar | 23 martie 2006     |
| Statele Unite ale Americii | Vicepreședinte                                                                                              | Joe Biden | 20 ianuarie 2009   |
| Sudan                      | Primul vicepresedinte (succesivi)                                                                           | Bakri Hassan Saleh                                                                                                 | 8 decembrie 2013   |
| Sudan                      | Primul vicepresedinte (succesivi)                                                                           | Ali Osman Taha | 13 septembrie 2011 |
| Sudan                      | Al doilea vicepresedinte (succesivi)                                                                        | Hassabu Mohamed Abdalrahman                                                                                        | 7 decembrie 2013   |
| Sudan                      | Al doilea vicepresedinte (succesivi)                                                                        | Alhaj Adam Yousef                                                                                                  | 13 septembrie 2011 |
| Sudanul de Sud             | Vicepreședinți (succesivi)                                                                                  | James Wani Igga | 25 august 2013     |
| Sudanul de Sud             | Vicepreședinți (succesivi)                                                                                  | funcție vacantă | 23 iulie 2013      |
| Sudanul de Sud             | Vicepreședinți (succesivi)                                                                                  | Riek Machar | 9 iulie 2011       |
| Surinam                    | Vicepreședinte                                                                                              | Robert Ameerali | 12 august 2010     |
| Tanzania · (vezi și : §4)  | Vicepreședinte                                                                                              | Mohamed Gharib Bilal                                                                                               | 6 noiembrie 2010   |
| Uganda                     | Vicepresedinte                                                                                              | Edward Ssekandi | 24 mai 2011        |
| Uruguay                    | Vicepreședinte                                                                                              | Danilo Astori | 1 martie 2010      |
| Venezuela                  | Vicepreședinți executivî (succesivi)                                                                        | Jorge Arreaza | 19 aprilie 2013    |
| Venezuela                  | Vicepreședinți executivî (succesivi)                                                                        | funcție vacantă | 5 martie 2013      |
| Venezuela                  | Vicepreședinți executivî (succesivi)                                                                        | Nicolás Maduro | 13 octombrie 2012  |
| Vietnam                    | Vicepreședintă                                                                                              | Nguyễn Thị Doan | 25 iulie 2007      |
| Yemen                      | Vicepreședinte                                                                                              | funcție vacantă | 27 februarie 2012  |
| Zambia                     | Vicepreședinte                                                                                              | Guy Scott | 23 septembrie 2011 |
| Zimbabwe                   | Vicepreședinte                                                                                              | Joice Mujuru | 6 decembrie 2004   |
| Zimbabwe                   | Vicepreședinte                                                                                              | funcție vacantă | 17 ianuarie 2013   |
| Zimbabwe                   | Vicepreședinte                                                                                              | Phelekezela Mphoko                                                                                                 | 12 decembrie 2009  |

## State independente recunoscute parțial
| Statul și statutul | Separat din | Funcția        | Numele          | Începând cu        |
| ------------------ | ----------- | -------------- | --------------- | ------------------ |
| Abhazia            | Georgia     | Vicepreședinte | funcție vacantă | 25 decembrie 2013  |
| Abhazia            | Georgia     | Vicepreședinte | Mikhail Logua   | 26 septembrie 2011 |
| Taiwan             | China       | Vicepreședinte | Wu Den-yih      | 20 mai 2012        |

## State independente nerecunoscute
| Statul și statutul | Separat din | Funcția        | Numele             | Începând cu   |
| ------------------ | ----------- | -------------- | ------------------ | ------------- |
| Somaliland         | Somalia     | Vicepreședinte | Abdirahman Saylici | 27 iulie 2010 |

## Teritorii nesuverane
| Teritoriu              | Suveranitate      | Funcția        | Numele                | Începând cu      |
| ---------------------- | ----------------- | -------------- | --------------------- | ---------------- |
| Bougainville, Insulele | Papua Noua Guinee | Vicepreședinte | Patrick Nisira        | 10 iunie 2010    |
| Galmudug               | Somalia           | Vicepreședinte | Abdisamad Nuur Gulled | 2009             |
| Kurdistanul Irakian    | Irak              | Vicepreședinte | Kosrat Rasul Ali      | 14 iunie 2005    |
| Puntland               | Somalia           | Vicepreședinte | Abdisamad Ali Shire   | 8 ianuarie 2009  |
| Zanzibar, Arhipelagul  | Tanzania          | Vicepreședinte | Seif Sharif Hamad     | 9 noiembrie 2010 |
| Zanzibar, Arhipelagul  | Tanzania          | Vicepreședinte | Seif Ali Iddi         | noiembrie 2010   |

## Guverne în exil și / sau alterantive
| Entitate                       | Suveranitate și statut                                     | Funcția                                                                                            | Numele                             | Începând cu       |
| ------------------------------ | ---------------------------------------------------------- | -------------------------------------------------------------------------------------------------- | ---------------------------------- | ----------------- |
| Republica Autonemă Abhazia     | Georgia · Abhazia · (Guvernul Republicii Autoneme Abhazia) | Președinte adjunct al Consliului Suprem                                                            | Tamaz Khubua                       | aprilie 2009      |
| Himan și Heeb                  | Somalia · (Stat autonom nerecunoscut în cadrul Somaliei)   | Vicepreședinte                                                                                     | Abdirihman Shaaticadde             | 2013??            |
| Jubaland                       | Somalia · (Stat autonom nerecunoscut în cadrul Somaliei)   | Prim vicepreședinte                                                                                | Abdulahi Sheik Ismael Fara-Tag     | 17 decembrie 2013 |
| Jubaland                       | Somalia · (Stat autonom nerecunoscut în cadrul Somaliei)   | Al doilea vicepreședinte                                                                           | Abdulkadir Haji Mohamed Luga-Dhere | 17 decembrie 2013 |
| 'Guvernul Interimar al Siriei' | Siria · (Guvern alternativ al opoziției siriene)           | Vicepreședinți ai Coaliției Naționale a Forțelor de Opoziție și a Revoluției din Siria (succesivi) | Mohammed Farouk Tayfur             | 6 iulie 2013      |
| 'Guvernul Interimar al Siriei' | Siria · (Guvern alternativ al opoziției siriene)           | Vicepreședinți ai Coaliției Naționale a Forțelor de Opoziție și a Revoluției din Siria (succesivi) | Riad Seif                          | 11 noiembrie 2012 |
| 'Guvernul Interimar al Siriei' | Siria · (Guvern alternativ al opoziției siriene)           | Vicepreședinte al Coaliției Naționale a Forțelor de Opoziție și a Revoluției din Siria             | Souheïr Al Atassi                  | 11 noiembrie 2012 |
| 'Guvernul Interimar al Siriei' | Siria · (Guvern alternativ al opoziției siriene)           | Vicepreședinți ai Coaliției Naționale a Forțelor de Opoziție și a Revoluției din Siria (succesivi) | Salim Muslit                       | 6 iulie 2013      |
| 'Guvernul Interimar al Siriei' | Siria · (Guvern alternativ al opoziției siriene)           | Vicepreședinți ai Coaliției Naționale a Forțelor de Opoziție și a Revoluției din Siria (succesivi) | Georges Sabra                      | 11 noiembrie 2012 |